# ヒュー・スミス・トンプソン
ヒュー・スミス・トンプソン（Hugh Smith Thompson, 1836年1月24日 - 1904年11月20日）は、アメリカ合衆国の政治家。民主党に所属し、1882年から1886年まで第81代サウスカロライナ州知事を務めた。

## 生い立ちと青年時代
1836年1月24日、トンプソンはサウスカロライナ州チャールストンにおいて誕生した。トンプソンは1856年にサウスカロライナ州の士官学校シタデルを卒業した。トンプソンは1858年から1861年までアーセナル・アカデミーで講師を務めた。1861年、トンプソンはシタデル士官学校において講師となり、士官候補生による大隊の統率を任された。トンプソンは1861年1月9日、チャールストン港に入ってきた北部の船スター・オブ・ザ・ウェストに対する銃撃を大隊に命じ、実施した。これは南北戦争における最初の銃火であった。トンプソンはその後終戦までシタデルで士官候補生の講師を務めた。

## 南北戦争後
1865年に南北戦争が終結すると、トンプソンはコロンビア・メイル・アカデミーで校長となった。トンプソンは同校の校長を1880年まで務めた。1876年、トンプソンは州知事選挙で民主党のウェイド・ハンプトンを支持した。そしてハンプトンが州知事に当選すると、トンプソンは州民主党から州の教育長に推薦され、トンプソンはそれを受諾した。トンプソンは1878年と1880年にも反対なく再選した。

## サウスカロライナ州知事
1882年、トンプソンはサウスカロライナ大学の学長に名乗りを上げ、広報活動を行った。だがその当時州民主党では次期州知事候補をめぐってジョン・ブラットンとジョン・ドビー・ケネディが対立しており、トンプソンがそれに中立な第三候補として挙げられていた。州民主党では2回の候補者指名大会を経て、トンプソンを正式な民主党候補として擁立することを決定した。
トンプソンは一般投票で難なく勝利し、第81代サウスカロライナ州知事に就任した。トンプソンは民主党内を安定させ、1884年の州知事選挙でも反対なく再選を果たした。

## 連邦政府での活動
1886年、トンプソンはグロバー・クリーブランド大統領から財務次官補に指名された。トンプソンはそれを受理し、サウスカロライナ州知事を辞任した。1889年、トンプソンはベンジャミン・ハリソン大統領から国家公務員任用委員会の委員に指名され、就任した。

## 晩年
トンプソンは1892年に公職を退いた。トンプソンはその後10年以上にわたって、ニューヨーク生命保険社の監査役を務めた。
1904年11月20日、トンプソンはニューヨーク州ニューヨークにおいて死去した。トンプソンの遺体はサウスカロライナ州コロンビアのトリニティ聖公会墓地に埋葬された。